# لورانس سميث
لورانس سميث (بالإنجليزية: Lawrence Smith)‏ (16 مارس 1985 الولايات المتحدة - ) هو لاعب كرة قدم أمريكي، يلعب كمهاجم.